# Joanne Kelly
Joanne Kelly (Bay d'Espoir, 22 dicembre 1978) è un'attrice canadese.

## Biografia
Nata a Bay d'Espoir, nella provincia canadese Terranova e Labrador, a diciassette anni studia presso l'Acadia University in Nuova Scozia. Dopo il suo esordio, avvenuto nel 2002, è apparsa in diversi film TV, tra i quali Crime Spree - In fuga da Chicago del 2003 e nel fanta-thriller Solar Attack del 2005, dove compare anche l'attore Mark Dacascos.
È stata protagonista anche di La vita che sognavo, un film drammatico del 2005 diretto dal regista Kelly Makin, dove interpreta una giovane donna che, incinta, decide di lasciare New York, gli amici e un lavoro eccitante per far ritorno in Canada, per crescere con l'aiuto dei genitori il bambino che sta nascendo.
È comparsa anche nel quinto episodio della serie TV fantasy The Dresden Files, dove impersonifica un'affascinante vampira. 
Nel 2006 ha interpretato il ruolo di Sara Collins in Vanished ed è seguita una nomination quale migliore attrice nei Gemini Awards per La vita che sognavo. Nel 2008 ha interpretato il ruolo di Nadja Ramadan nella miniserie televisiva Jack Hunter e dal 2009 è co-protagonista, insieme a Eddie McClintock, della serie televisiva Warehouse 13.

## Filmografia

### Cinema
- The Bay of Love and Sorrows, regia di Tim Southam (2002)
- Crime Spree - In fuga da Chicago (Crime Spree), regia di Brad Mirman (2003)
- Vado, vedo, vengo - un viaggio tutte curve (Going the Distance), regia di Mark Griffiths (2004)
- I Am and Apartment Building, regia di Lara Azzopardi - cortometraggio (2006)
- Remembering Phil, regia di Brian J. Smith (2008)
- Don't Blink, regia di Travis Oates (2014)
- Closet Monster, regia di Stephen Dunn (2015)
- Ricetta mortale (Second Opinion), regia di Caroline Labrèche (2018)

### Televisione
- Mentors - serie TV, episodio 4x11 (2002)
- Tracker - serie TV, episodi 1x12-1x22 (2002)
- Largo Winch - serie TV, episodio 2x03 (2002)
- Mutant X - serie TV, episodio 2x05 (2002)
- Mafia Doctor, regia di Alex Chapple - film TV (2003)
- Jeremiah - serie TV, 8 episodi (2003)
- Snakes and Ladders - serie TV, episodio 1x06 (2004)
- The Newsroom - serie TV, episodio 1x13 (2004)
- Whiskey Echo, regia di Harry Hook - film TV (2005)
- Innocenza in vendita (Selling Innocence), regia di Pierre Gang - film TV (2005)
- Sling and Arrows - serie TV, 5 episodi (2005)
- La vita che sognavo (Playing House), regia di Kelly Makin - film TV (2006)
- Heyday!, regia di Gordon Pinsent - film TV (2006)
- Solar Attack (Solar Strike), regia di Paul Ziller - film TV (2006)
- Vanished - serie TV, 13 episodi (2006)
- The Dresden Files - serie TV, episodi 1x05-1x08 (2007-2008)
- Supernatural - serie TV, episodio 4x04 (2008)
- Jack Hunter (Jack Hunter and the Lost Treasure of Ugarit), regia di Terry Cunningham - miniserie TV (2008)
- Diamonds, regia di Andy Wilson - miniserie TV (2008)
- Castle - serie TV, episodio 1x08 (2009)
- Republic of Doyle - serie TV, episodio 1x06 (2010)
- The Deep End - serie TV, episodio 1x06 (2010)
- CSI: Miami - serie TV, episodio 9x08 (2010)
- No Ordinary Family - serie TV, episodio 1x13 (2011)
- Warehouse 13 - serie TV (2009-2014)
- Hostages - serie TV, 9 episodi (2013-2014)
- The Returned - serie TV, episodio 1x10 (2015)
- City on a Hill - serie TV, 8 episodi (2023)

## Doppiatrici italiane
Nelle versioni in italiano dei suoi lavori, Joanne Kelly è stata doppiata da:
- Sabrina Duranti in CSI: Miami, City on a Hill
- Laura Lenghi in Castle
- Irene Di Valmo in Warehouse 13